# Ly Cơ
Ly Cơ (chữ Hán: 驪姬; ? - 651 TCN), còn được gọi là Lệ Cơ (麗姬), là sủng phi của vua Tấn Hiến Công thời Xuân Thu trong lịch sử Trung Quốc.
Nàng được người đời gọi là Hồng nhan họa thủy (紅顏禍始) và được cho là nguyên nhân dẫn đến cuộc tranh giành ngôi vị quân chủ nước Tấn sau khi Hiến công qua đời, được gọi là Ly Cơ chi loạn (驪姬之亂). Nàng cùng Muội Hỉ, Đát Kỷ và Bao Tự đều được biết đến với biệt danh Tứ đại yêu cơ (四大妖姬), tức những người phụ nữ xinh đẹp mê hoặc quân vương, khiến cho cơ nghiệp các triều đại thời Tiên Tần bị phá hoại.

## Tiểu sử
Ly Cơ vốn là công chúa của Ly Nhung Quốc (驪戎國). Năm 672 TCN, Tấn Hiến Công đem quân đánh nước Ly Nhung, Quốc chúa xin giảng hòa và dâng hai người con gái gồm Ly Cơ và em gái là Thiếu Cơ (少姬) cho Tấn Hiến công. Ly Cơ nhan sắc mỹ miều, thân hình tuyệt đẹp khiến Tấn Hiến Công say mê, ít khi rời khỏi, còn cho nàng dự bàn việc nước. Hơn một năm sau, Ly Cơ sinh con trai đặt tên là Cơ Hề Tề. Thiếu Cơ cũng sinh một con trai tên là Cơ Trác Tử.
Tấn Hiến công có nhiều con trai đã lớn, trong số đó có ba người tài giỏi và có đức hạnh nhất là Thái tử Cơ Thân Sinh, Công tử Cơ Trùng Nhĩ và Cơ Di Ngô. Vì yêu Ly Cơ, Tấn Hiến công muốn phế Thân Sinh để lập Hề Tề làm Thái tử, tuy nhiên Thân Sinh là Đích tử nên được các đại thần hết lòng ủng hộ. Ly Cơ muốn hại Thân Sinh để giành ngôi Thái tử cho con mình, bèn gièm pha Thân Sinh với Hiến công, bịa chuyện Thân Sinh có ý sàm sỡ, còn buông lời xằng bậy coi thường vua cha nhưng Tấn Hiến Công chưa tin lắm. Ly Cơ thấy vậy bèn bày kế, nàng lấy mật bôi vào bông hoa làm cho ong bướm đậu kín vào hoa rồi lại như vô tình gặp Thân Sinh trong vườn hoa, Ly Cơ thấy ông bướm đậu trên bông hoa thì giả vờ sợ sệt rồi đưa tay xua đuổi nhưng càng đuổi ong bướm bay càng nhiều khiến nàng kêu ré lên, Thân Sinh thấy vậy bèn tiến lại gần đưa tay đuổi giúp. Lúc ấy, Hiến Công trên đài tưởng Thân Sinh có ý sàm sỡ rất tức giận nhưng quần thần khuyên can nên đành nuốt giận. Từ đấy vua càng có ý muốn phế Thái tử.
Năm 655 TCN, Ly Cơ nói với Thân Sinh rằng Hiến công mộng thấy mẹ Thân Sinh là Tề Khương và giục ông cúng lễ cho mẹ. Thân Sinh bèn làm lễ cúng mẹ mình rồi sai người dâng thịt cúng về cho Hiến Công. Lúc thịt dâng đến, Hiến công đang đi săn, Ly Cơ bèn bỏ thuốc độc vào. Khi Hiến công trở về định ăn thì Ly Cơ khuyên nên thử trước. Hiến công cho chó và viên quan nhỏ ăn thử. Cả chó và viên quan đều chết. Do đó, Hiến công nổi giận bèn sai người đi đến Khúc Ốc bắt giết Thân Sinh.
Thân Sinh nghe tin bị truy nã bèn bỏ trốn đến Tân Thành. Tấn Hiến công bèn bắt giết Thái phó của Thái tử là Đỗ Nguyên Khoản (杜原款). Thân Sinh biết cha không dung bèn tự sát ở Tân Thành. Tấn Hiến công chính thức lập Hề Tề làm Thế tử.

## Bị giết
Lúc sinh thời Tấn Hiến Công rất thích ca vũ nên rất trọng dụng một kẻ đàn hát giỏi tên là Ưu Thi. Ưu Thi không chỉ hát hay, đánh biên khánh giỏi mà còn rất khôi ngô tuấn tú khiến cho Ly Cơ say đắm nên đã tư thông cùng y sau lưng Hiến Công. Ly Cơ cùng với Ưu Thi trước mặt vua kẻ tung người hứng nên khiến vua càng đắc ý muốn lập Hề Tề lên ngôi vua sau này. Năm 651 TCN, Hề Tề lên 15 tuổi. Tháng 9 năm đó, Tấn Hiến công qua đời. Trước khi mất, Hiến công ủy thác Hề Tề cho Tuân Tức. Hề Tề trở thành Quốc chủ nước Tấn mới. Tuy nhiên, các đại thần là phe cánh của 3 công tử Thân Sinh, Trùng Nhĩ và Di Ngô không đồng tình lập Hề Tề.
Trong lúc chưa chôn cất Hiến công, Hề Tề vẫn mặc áo tang ra trông coi thi hài cha. Tháng 10 năm đó, đại phu Lý Khắc mang quân đánh vào nhà để tang và giết chết Hề Tề. Ly Cơ được tin chạy vào vườn hoa đâm đầu xuống giếng. Lý Khắc sai vớt lên rồi xả thịt thành từng miếng nhỏ quăng đi.